# إميلي بالسكوس
إميلي ب. بالسكوس (بالإنجليزية: Emily Balskus)‏ (مواليد 1980) كيميائية وأخصائية في علم الأحياء المجهرية تعمل في كلية الكيمياء والبيولوجيا الكيميائية في جامعة هارفارد منذ عام 2011. تعمل حاليًا أستاذة مشاركة في موريس كان.

## السيرة الذاتية

### النشأة والتعليم
ظهر اهتمام بالسكوس بالكيمياء وهي مازالت في المدرسة الابتدائية، حيث أجرت تجربة علمية حول التخفيف والحفاظ على المادة.
في عام 2002، حصلت بالسكوس على درجة البكالريوس في الكيمياء من كلية ويليامز، حين نشرت أول ورقة علمية لها عن تركيب هينوكسازول إيه في مختبر البروفيسور توماس إي سميث. استطاعت بعد ذلك الحصول على زمالة تشرشل والانتقال إلى جامعة كامبريدج حيث حصلت على درجة الماجستير في الكيمياء في مختبر ستيفن ف. لاي. بينما حصلت على درجة الدكتوراه من خلال عملها مع اريك جاكوبسن من جامعة هارفارد في عام 2008.
نجحت بالسكوس أيضا في الحصول على زمالة ما بعد الدكتوراه في كلية الطب بجامعة هارفارد مع باحث المنتجات الطبيعية كريستوفر والش. تعاون الثنائي معًا على التخليق الحيوي لمركبات الإسكيتونمين، «واقٍ من أشعة الشمس الميكروبية» يستخدم لحماية الكائنات الحية الدقيقة من ضوء الأشعة فوق البنفسجية الضارة.

### الأبحاث
اشتهرت أبحاث بالسكوس بكونها متعلقة بالتخليق الحيوي للمنتجات الطبيعية، المستمدة عادة من الميكروبات البشرية والمرتبط بصحة الإنسان. شملت أبحاثها أيضا دراسة تكوين جزيئات السموم الوراثية للجينات، الحمض الأميني، استكشافات في التمثيل الغذائي الميكروبي لمشتقات الحديد والنفايات البشرية. تستخدم مجموعتها أيضًا تحليل البيانات للكشف عن روابط الكربون التي تشكل تفاعلات إنزيمية من الحجم المتزايد للبيانات التي تم جمعها حول هذه الأنظمة.
في مقابلة لها مع مجلة The Scientist (ذا سينتيست)، أشارت بالسكوس إلى أن العديد من الأدوية مثل الديجوكسين والمنتجات الثانوية لعملية الأيض البشري يمكن أن تتحلل بواسطة بكتيريا الأمعاء، مما يؤدي إلى انخفاض آثار هذه الجزيئات عما كان متوقعًا. درست أيضًا كيف يمكن أن يؤدي استقلاب الكولين بواسطة بكتيريا الأمعاء إلى تفاقم بعض أمراض القلب.

### التطوع
بالسكوس منظم مشارك لمؤتمر Keystone لعام 2019 عن الاعتبارات الكيميائية والبيولوجية للميكروبات المعوية. تم الإعلان على أن الهدف الرئيسي في هذا المؤتمر هو «اعتماد تخصصات أخرى مثل علم الأحياء المجهرية، علوم البيئة والتواصل بين الأنواع لتحسين مجال أبحاث الميكروبيوم».

## الجوائز
- عام 2018
  - تم ذكرها في قائمة ساينس نيوز «10 العلماء للمتابعة».[6]
  - جائزة الباحث آرثر س. كوب.[7]
- عام 2016 - معهد هوارد هيوز الطبي- باحث في كلية غيتس.
- عام 2015
  - جائزة الباحث العلمي.[15]
  - جائزة «12 موهوب» من ACS.[16]
- عام 2013
  - زمالة كافلي، الأكاديمية الوطنية للعلوم
  - زمالة باكارد للعلوم والهندسة
- عام 2012 - برنامج علماء سيرل
- عام 2008 - زمالة ما بعد الدكتوراه في معاهد الصحة الوطنية الأمريكية
- عام 2003 - زمالة مؤسسة العلوم الوطنية
- عام 2002 - منحة ونستون تشرشل
- عام 2001 - منحة باري م. جولد ووتر

## وصلات خارجية
- إميلي بالسكوس- قسم الكيمياء جامعة هارفارد.
- معمل بالسكوس.
- أبحاث إميلي بالسكوس.